# Emdrup Sø
Emdrup Sø (uofficielt, men fejlagtigt jævnligt omtalt som Lundehussøen) er en sø i Emdrup på Ydre Østerbro i København. 
Søen ligger i Københavns Kommune og danner grænse til Gentofte Kommune. Emdrup Sø får sit vand fra Utterslev Mose og Gentofte Sø. Den blev dannet som vandreserve til København i 1550 ved at opdæmme Emdrup Bæk. Søen fik afløb gennem Lygteåen.
Søen er fredet.